# Chechło (gromada w powiecie łaskim)
Chechło – dawna gromada, czyli najmniejsza jednostka podziału terytorialnego Polskiej Rzeczypospolitej Ludowej w latach 1954–1972.
Gromady, z gromadzkimi radami narodowymi (GRN) jako organami władzy najniższego stopnia na wsi, funkcjonowały od reformy reorganizującej administrację wiejską przeprowadzonej jesienią 1954 do momentu ich zniesienia z dniem 1 stycznia 1973, tym samym wypierając organizację gminną w latach 1954–1972.
Gromadę Chechło siedzibą GRN w Chechle (obecnie są to dwie wsie: Chechło Pierwsze i Chechło Drugie) utworzono – jako jedną z 8759 gromad na obszarze Polski – w powiecie łaskim w woj. łódzkim, na mocy uchwały nr 31/54 WRN w Łodzi z dnia 4 października 1954. W skład jednostki weszły obszary dotychczasowych gromad Chechło i Klimkowizna ze zniesionej gminy Dobroń oraz wieś Karolew z dotychczasowej gromady Hermanów ze zniesionej gminy Górka Pabianicka w tymże powiecie. Dla gromady ustalono 12 członków gromadzkiej rady narodowej.
Gromadę zniesiono 1 stycznia 1959, a jej obszar włączono do gromady Dobroń (wieś Chechło, kolonię Gliny, kolonię Gustawów i kolonię Kosobudy) i do nowo utworzonej gromady Górka Pabianicka (wieś Karolew i wieś Klimkowizna) w tymże powiecie.